# Терменвокс
Терменво́кс (theremin или thereminvox) — электронный музыкальный инструмент, созданный в 1920 году советским изобретателем Львом Сергеевичем Терменом в Петрограде. Один из немногих пространственных музыкальных инструментов. 
Я думаю, терменвокс прекрасно подходит для любой музыки, хоть классической, хоть современной, хоть джазовой.

## История создания
В 1919 году руководитель Физико-технического института в Петрограде Абрам Иоффе пригласил к себе на работу Льва Термена как специалиста по радиотехнике. Новому сотруднику была поставлена задача измерения диэлектрической постоянной газов при различных давлениях и температурах.
Поначалу измерительная установка Термена представляла собой генератор электрических колебаний на катодной лампе. Испытуемый газ помещался в полость между металлическими пластинами и становился элементом колебательного контура, выполняя роль диэлектрика в конденсаторе и влияя на частоту электрических колебаний. 
В процессе работы над повышением чувствительности установки возникла идея использования явления интерференции токов высокой частоты, путём объединения двух генераторов, один из которых давал колебания переменной частоты, а другой — колебания определённой неизменной частоты. Сигналы от обоих генераторов подавались на катодное реле; на выходе реле формировался сигнал с разностной частотой. Относительное изменение разностной частоты от параметров испытуемого газа позволяло компенсировать систематические ошибки, повышая точность измерений. При этом, если разностная частота попадала в звуковой диапазон, то сигнал можно было воспринимать на слух.
Подобрать мелодию не составляло для Термена большого труда, так как он с детства увлекался музыкой. В ноябре 1920 года на заседании кружка механиков имени профессора Кирпичёва физик Термен дал свой первый концерт. Изобретённый им электронный музыкальный инструмент первоначально был назван этеротоном (звук из воздуха, эфира), вскоре был переименован в честь автора и стал называться терменвоксом.
15 января 1921 года Л. С. Термен представил такое устройство в общем собрании Петроградского отделения Российского общества радиоинженеров, исполнив несколько произведений Скрябина, Сен-Санса и народной музыки. Аппарат включал два идентичных ламповых генератора небольшой мощности, частотой 0,1—1 МГц. Токи от генераторов влияли на цепь приёма, содержавшую выпрямитель (детектор), усилитель и телефон, мембрана которого создавала звук, соответствующий генерируемым высокочастотным колебаниям. Чтобы модифицировать его тон, к одному генератору добавлялся предмет из металла. Приближая или удаляя палец, играющий чуть-чуть модифицировал емкость, а ввиду этого и частоту тока одного из генераторов, при этом происходило глиссандо совершенной плавности. 
При создании инструмента (помимо электрической генерации звука) Термен обращал особое внимание на «возможность весьма тонкого управления без какой-либо затраты механической энергии, требуемой для нажатия струн или клавиш. Исполнение музыки на электрическом инструменте должно производиться, например, свободными движениями пальцев в воздухе, аналогично дирижёрским жестам, на расстоянии от инструмента.
В марте 1922 года Лев Сергеевич Термен и член коллегии Наркомпочтеля председатель Радиосовета А. М. Николаев приехали в Кремль к В. И. Ленину для показа инструмента. Термен после собственноручного исполнения «Этюда» Скрябина, «Лебедя» Сен-Санса и «Жаворонка» Глинки стал помогать Ленину играть на терменвоксе. Однако вскоре оказалось, что Ленин может играть самостоятельно. Ленин завершил исполнение «Жаворонка» Глинки без помощи изобретателя. Кроме того, была продемонстрирована сигнализация на ёмкостном реле, принцип действия которого был схож с принципом действия терменвокса.
Высоко оценив перспективы изобретения, Ленин в письме наркомвоенмору Льву Троцкому от 4 апреля 1922 года писал:

Обсудить, нельзя ли уменьшить караулы кремлёвских курсантов посредством введения в Кремле электрической сигнализации? (Один инженер, Термен, показывал нам в Кремле свои опыты…)
— Коммерсантъ-Власть
В результате, несмотря на все трудности того времени, был подписан декрет о создании физико-технического отдела при Государственном рентгенологическом и радиологическом институте, где изобретатель продолжил свои исследования.

## Использование в исполнительском искусстве
Игра на терменвоксе заключается в изменении музыкантом расстояния между своими руками и антеннами инструмента. При этом изменяется ёмкость колебательного контура и, как следствие, — частота звука. Вертикальная прямая антенна отвечает за изменение тона звука, а горизонтальная подковообразная — за изменение громкости звука.
Инструмент предназначен для исполнения любых (классических, эстрадных, джазовых) музыкальных произведений в профессиональной и самодеятельной музыкальной практике, а также для создания различных звуковых эффектов (пение птиц, свист и т. п.), которые могут найти применение при озвучивании фильмов, в театральных постановках, цирковых программах.
Существует несколько разновидностей терменвокса, различающихся конструкцией. Производятся как серийные, так и штучные модели.
Со временем сложились различные школы игры на терменвоксе.

## Разновидности терменвокса

### Классический терменвокс
Классическим считается терменвокс, сконструированный наподобие первых терменвоксов, созданных самим Львом Терменом. При игре на таких инструментах управление звуком происходит в результате свободного перемещения рук исполнителя в электромагнитном поле вблизи двух металлических антенн. Изменение высоты звука достигается путём приближения руки к правой антенне; громкость звука управляется приближением другой руки к левой антенне.
Львом Терменом было создано несколько концертных моделей терменвоксов:
- терменвокс для Клары Рокмор — одной из первых учениц Льва Термена;
- терменвокс для Люси Розен[англ.];
- терменвокс для Натальи Термен — дочери изобретателя;
- два терменвокса для музеев: Политехнического (где инструмент и хранится) и Центрального музея музыкальной культуры, находящегося в Москве.

Классическая разновидность терменвокса получила широкое распространение в разных странах мира. Самыми распространёнными считаются инструменты американской фирмы «Moog», начавшей производство терменвоксов с момента своего основания — с 1954 года.

### Терменвокс системы Ковальского
Терменвокс системы Ковальского — терменвокс, сконструированный Константином Иоилевичем Ковальским — первым исполнителем и учеником Льва Термена. При игре на подобном инструменте высота звука регулируется правой рукой, левая рука управляет общими характеристиками звука при помощи кнопочного манипулятора, громкость звука регулируется педалью. 
Терменвокс системы Ковальского не получил столь широкого распространения, как классический терменвокс, тем не менее, продолжает использоваться благодаря ученикам и коллегам Ковальского — Льву Дмитриевичу Королёву и Зое Александровне Дугиной-Раневской, создавшим в Москве свою школу игры на терменвоксе. Конструктор Лев Королёв (1930—2012) в течение многих лет развивал и совершенствовал терменвоксы этой системы: создал инструмент «тершумфон» (разновидность терменвокса, звук которого представляет собой узкополосный шум с ярко выраженной звуковысотностью), создал оптический индикатор текущей ноты терменвокса — визуализатор.
Исполнители — Ольга Миланич, Пётр Термен (правнук Льва Термена, изобретателя терменвокса).

### Матрёмин
Матрёмин — музыкальный инструмент, созданный в Японии в 1999 году Масами Такэути — руководителем школы игры на терменвоксе. Представляет собой терменвокс с автоматической настройкой громкости, спрятанный в корпус матрёшки. При игре на инструменте частота звука изменяется при удалении и приближении руки к матрёшке. Исполнители на матрёмине собираются в большие ансамбли — до 270 человек.

### Виртуальный терменвокс
Виртуальный терменвокс — виртуальный аналог терменвокса в виде программы для смартфона или КПК, оборудованного сенсорным экраном. Программа рисует на экране прямоугольную систему координат с частотой звука на одной оси и громкостью звука на другой; при касании экрана стилусом или пальцем программа определяет координаты точки касания, преобразует координаты в частоту и громкость в соответствии с отображаемой на экране системой координат и воспроизводит звук определённых частоты и громкости; так, например, при движении стилуса или пальца по горизонтали экрана может меняться высота звука, а при движении по вертикали — громкость звука. Например, программа «SunVox» российского программиста Александра Золотова реализует виртуальный терменвокс как дополнительную функцию для быстрой проверки фильтров и других частотнозависимых элементов создаваемых инструментов (удобно задать несколько, например пять-восемь, октав на экране; но использовать этот инструмент в создаваемой программой композиции нельзя).

## Обучение игре на терменвоксе
Единственная в постсоветском и европейском пространстве школа, обучающая игре на терменвоксе, называется «Russian Theremin School» и работает в Москве и Санкт-Петербурге под руководством Петра Термена (правнука создавшего первый терменвокс Льва Термена).
Также школа игры на терменвоксе работает в Японии под руководством Масами Такэути.